# Salvarola
Salvarola, nota anche come Salvarola Terme, è una frazione del comune di Sassuolo, distante tre chilometri dal capoluogo comunale in direzione sud, nota per la sua storica stazione termale, unica nel territorio della provincia di Modena.

## Storia
Le sorgenti d'acqua minerale salata fredda della Salvarola, situate nell'omonima frazione, sono note sin dall'età romana e frequentate nel medioevo anche da Matilde di Canossa. Dopo un lungo periodo di abbandono, nel XVIII secolo il medico sassolese Giovanni Battista Moreali definì le acque come "divine" e cercò invano di valorizzarne le proprietà curative, ma senza successo. Varie dispute tra i duchi di Modena e proprietari del terreno ne impedirono lo sfruttamento.
Dopo l'unità d'Italia, il terreno da cui sgorga la sorgente fu ceduta alla locale congregazione di carità. Preso in affitto dall'avvocato Luigi Rognoni, fu fondata una società di sfruttamento e nel 1884 venne inaugurato un grande albergo, con un padiglione balneare e una sala per inalazioni secondo il brevetto Koerting, per la prima volta introdotto in Italia. Nel 1910 fu realizzato il nuovo stabilimento termale, su progetto in stile Liberty dell'architetto modenese Pietro Carani.
Sospesa l'attivita nel periodo interbellico, le terme della Salvarola vennero riaperte nel 1958. Le terme attualmente dispongono di quattro tipi di vasche: Salso-Bromo-Iodica, Solfureo-Salso-Bicarbonato-Alcalino-Terrosa, Solfureo-Bicarbonato-Magnesiaca e Solfureo-Bicarbonato-Alcalino-Terrosa.
Nel 1972 venne inaugurato il pensionato Casa Serena dell'Opera Nazionale Pensionati d'Italia, una fra le 36 strutture nazionali in cui gli anziani autosufficienti potevano soggiornare per brevi periodi, pagando metà della pensione percepita. La grande struttura da 11000 m² e 380 stanze ospitò in seguito anche famiglie bisognose, i superstiti dell'incendio della ex ceramica Campanella, i terremotati dell'Irpinia, carabinieri ed obiettori di coscienza. Dagli anni 1990 la struttura è stata dedicata all'accoglienza esclusiva di persone non autosufficienti.